# 萨克莱
萨克莱（法語：Saclay，發音：[saklɛ] ⓘ；又译萨克雷）是法国法兰西岛大区埃松省帕莱索区的一个市镇，位于该省西北部，总面积为13.65平方千米，截至2022年1月1日总人口为4,380人。巴黎-薩克雷大學位于其境内。

## 地理
萨克莱（48°43'51"N, 2°10'24"E）面积13.65 平方千米，位于法国法蘭西島大區埃松省，该省份为法国北部内陆省份，北起上塞纳省和马恩河谷省，西接厄尔-卢瓦省和伊夫林省，南至卢瓦雷省，东临塞纳-马恩省。
与萨克莱接壤的市镇（或旧市镇、城区）包括：茹伊昂若萨斯、奧賽、图叙勒诺布勒、比耶夫尔、伊韦特河畔日夫、帕萊索、圣欧班、沃阿朗、维利耶勒巴克勒。
萨克莱的时区为UTC+01:00、UTC+02:00（夏令时）。

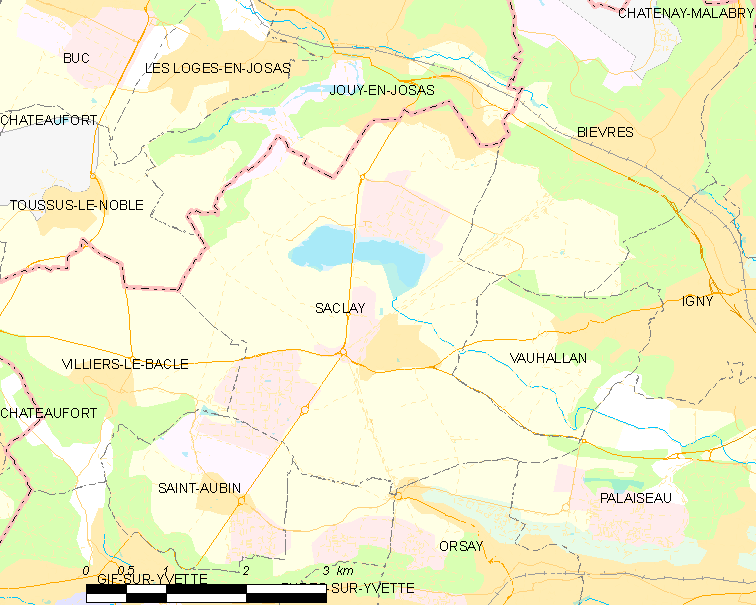
萨克莱的OSM定位图

## 行政
萨克莱的邮政编码为91400，INSEE市镇编码为91534。

## 政治
萨克莱所属的省级选区为伊韦特河畔日夫县。

## 人口

1962-2008年间萨克莱人口变化图示

萨克莱于2022年1月1日时的人口数量为4380人。